# Česká fotbalová liga 2014/2015
Česká fotbalová liga 2014/15, 3. nejvyšší fotbalová soutěž v Česku, měla stejně jako v předchozí sezóně stejný systém a shodný počet klubů. Vítězem se stalo mužstvo FK Bohemians Praha, které se ale pro následující sezónu přihlásilo do krajského přeboru a do Národní ligy pak postoupil FK Slavoj Vyšehrad. Z 2. ligy do ČFL sestoupily FK Bohemians Praha a FK Loko Vltavín jako 15. a 16. celek 2. nejvyšší soutěže. Naopak z divizí postoupily: Louňovice, Benešov, Písek, Vyšehrad a Nový Bydžov. Mužstva Sparta B a Roudnice nad Labem se odhlásila.

## Kluby podle krajů
- Praha: FK Meteor Praha VIII, FK Admira Praha, FK Slavoj Vyšehrad, FK Loko Vltavín, FK Bohemians Praha
- Plzeňský: Jiskra Domažlice
- Ústecký: FC Chomutov
- Jihočeský: FC Písek
- Středočeský: FK Králův Dvůr, SK Zápy, FK Čáslav, FK TJ Štěchovice, SK Viktoria Jirny, SK Benešov, Slavia Louňovice
- Pardubický: MFK Chrudim
- Královéhradecký: SK Převýšov, SK Union 2013 Nový Bydžov

## Tabulka
| Poř. | Tým                  | Z  | V  | VP | PP | P  | VG | OG | B  |
| ---- | -------------------- | -- | -- | -- | -- | -- | -- | -- | -- |
| 1.   | FK Bohemians Praha*  | 34 | 25 | 3  | 2  | 4  | 67 | 23 | 83 |
| 2.   | TJ Jiskra Domažlice* | 34 | 18 | 5  | 4  | 7  | 71 | 39 | 68 |
| 3.   | FK Slavoj Vyšehrad   | 34 | 20 | 2  | 0  | 12 | 67 | 56 | 64 |
| 4.   | MFK Chrudim*         | 34 | 16 | 2  | 6  | 10 | 54 | 39 | 58 |
| 5.   | FK Králův Dvůr*      | 34 | 13 | 5  | 6  | 10 | 59 | 44 | 55 |
| 6.   | Slavia Louňovice*    | 34 | 17 | 1  | 2  | 14 | 57 | 44 | 55 |
| 7.   | FK Loko Vltavín*     | 34 | 14 | 4  | 5  | 11 | 51 | 38 | 55 |
| 8.   | SK Zápy*             | 34 | 15 | 3  | 2  | 14 | 55 | 49 | 53 |
| 9.   | SK Převýšov*         | 34 | 14 | 3  | 1  | 16 | 57 | 48 | 49 |
| 10.  | FK TJ Štěchovice*    | 34 | 12 | 3  | 6  | 13 | 39 | 33 | 48 |
| 11.  | SK Benešov*          | 34 | 12 | 3  | 5  | 14 | 43 | 51 | 47 |
| 12.  | SK Viktorie Jirny*   | 34 | 12 | 4  | 2  | 16 | 38 | 58 | 46 |
| 13.  | FC Písek*            | 34 | 13 | 2  | 1  | 18 | 50 | 56 | 44 |
| 14.  | SK Union 2013*       | 34 | 11 | 4  | 3  | 16 | 40 | 57 | 44 |
| 15.  | FK Čáslav*           | 34 | 11 | 4  | 2  | 17 | 33 | 50 | 43 |
| 16.  | FK Admira Praha      | 34 | 9  | 5  | 3  | 17 | 38 | 63 | 40 |
| 17.  | FC Chomutov          | 34 | 9  | 4  | 3  | 18 | 39 | 72 | 38 |
| 18.  | FK Meteor Praha VIII | 34 | 7  | 1  | 5  | 21 | 38 | 76 | 28 |

Poznámky:
- Z = Odehrané zápasy; V = Vítězství; VP = Vítězství po prodloužení; PP = Prohry po prodloužení; P = Prohry; VG = Vstřelené góly; OG = Obdržené góly; B = Body

* Tým FK Bohemians Praha se pro následující sezónu přihlásil do krajského přeboru. Všechna mužstva mimo Vyšehradu odmítla postup do FNL.
|  | Postup Fotbalová národní liga 2015/16      |
|  | Sestup do Divize A, Divize B nebo Divize C |